# Пороци Мајамија
Пороци Мајамија (енгл. Miami Vice) америчка је телевизијска серија ТВ станице NBC у продукцији Мајкла Мена. Серију је осмислио и створио Ентони Јерковић. Ликове детектива из Мајамија су тумачили Дон Џонсон и Филип Мајкл Томас. Серија је емитована од 1984. до 1989. (укупно пет сезона). За разлику од других полицијских серија, у Пороцима Мајамија су видљиви утицаји новоталасне музике и културе. Серија је упамћена по интензивној и инвентивној употреби музике и визуелних ефеката и сматра се једном од најутицајнијих телевизијских серија свих времена.
Премијера играног филма снимљеног по серији била је 28. јула 2006. Режисер филма је Мајкл Мен.